# Carpoforo, Essanto, Cassio, Severino, Secondo e Licinio
Carpoforo, Essanto, Cassio, Severino, Secondo e Licinio furono, secondo la leggenda, sei soldati romani della Legione Tebea martirizzati durante il regno dell'imperatore Massimiano. 
Condannati a morte per non aver voluto sacrificare agli dei romani, avrebbero tentato di fuggire verso le Alpi, ma sarebbero stati raggiunti e catturati. Sarebbero stati giustiziati a Como attorno al 303-305.

## Agiografia
Notizie biografiche sul loro conto sono scarse. Le Vite riportano che essi furono fra i sopravvissuti alla decimazione della Legione Tebea: i pochi sopravvissuti si sarebbero spinti oltre le Alpi, verso l'odierna Lombardia. 
Un primo sopravvissuto sarebbe stato Alessandro, portato prigioniero a Milano e fatto fuggire verso Como da San Fedele, ovvero dalla persona che aveva assunto la responsabilità di evangelizzare quella regione.  Qui Alessandro sarebbe stato catturato e riportato prigioniero a Milano: forse era un personaggio di maggiore importanza, come sembrano suggerire le Vite che lo descrivono comandante di centuria.  

Analogamente, Cassio, Carpoforo, Essanto, Severo, Secondo e Licinio si trasferirono da Milano a Como. Ma, prima di entrare in città, vennero arrestati.  
Vennero, quindi, portati alle falde del castel Baradello, in un luogo ove è testimoniato (grazie al ritrovamento di alcune lapidi) un culto al dio Mercurio. Qui furono martirizzati.  
La circostanza che alcune Vite riportino come al gruppo appartenesse anche san Fedele, sembrano suggerire che al gruppo di Carpoforo appartenesse anche sant'Alessandro. San Fedele, in ogni caso, poté sfuggire alla cattura, risalì il lago ma venne successivamente catturato e quindi martirizzato nei pressi di Samolaco.

## Culto
La Chiesa li festeggia come martiri della fede il 7 agosto. 
Alla fine del IV secolo fu eretta la basilica di San Carpoforo, per volere del primo vescovo di Como, San Felice, a Como dal 386. Secondo la tradizione, la chiesa fu fondata su un antico tempio di Mercurio riutilizzato per ospitare i resti di Carpoforo e degli altri martiri della Legione.
All'interno del chiostro di San Carpoforo ora sorge l'Istituto San Carpoforo, scuola gestita dalle religiose dell'Assunzione di Santa Maria Eugenia.